# 波西奇 (季斯梅尼齊亞區)
48°54′18″N 24°33′51″E / 48.90500°N 24.56417°E
波西奇（烏克蘭語：Посіч），是烏克蘭西部的村莊，隸屬伊萬諾-弗蘭科夫斯克州的伊萬諾-弗蘭科夫斯克區。該村始建於1990年，面積104.6平方公里，2001年人口84。